# أتابك (بشت أربابا)
أتابك (بالفارسية: اتابک) هي قرية تقع في إيران في قسم بشت أربابا الريفي. يقدر عدد سكانها بـ 27 نسمة .